# یوکینو کیشی
یوکینو کیشی (انگلیسی: Yukino Kishii؛ زادهٔ ۱۱ فوریهٔ ۱۹۹۲) بازیگر اهل ژاپن است.
وی همچنین برندهٔ جوایزی همچون جایزه کینما جونپو برای بهترین بازیگر زن شده است.